# One Night in Paris
Ne pas confondre avec la sex tape de Paris Hilton 1 Night in Paris
Albums de Depeche Mode
The Videos 86-98
(1998) Touring the Angel: Live in Milan
(2006)
One Night in Paris – The Exciter Tour – A Live DVD by Anton Corbijn est une vidéo de Depeche Mode réalisée par Anton Corbijn publiée en 2002. Elle présente l'intégralité d'un concert filmé le 9 et le 10 octobre 2001 au Palais omnisports de Paris-Bercy lors de la tournée qui a suivi la sortie de l'album Exciter.

## Liste des pistes
Disque 1
1. Easy Tiger/Dream On (Introduction acoustique)
2. The Dead of Night
3. The Sweetest Condition
4. Halo
5. Walking in My Shoes
6. Dream On
7. When the Body Speaks
8. Waiting for the Night
9. It Doesn't Matter Two
10. Breathe
11. Freelove
12. Enjoy the Silence
13. I Feel You
14. In Your Room
15. It's No Good
16. Personal Jesus
17. Home
18. Condemnation
19. Black Celebration
20. Never Let Me Down Again

Disque 2
1. The Preparing – Documentaire sur One Night in Paris
2. The Photographing – Photos d'Anton Corbijn
3. The Waiting – Interview avec des fans
4. The Talking – Interview avec Depeche Mode
5. The Screening – Projections d'arrière scène
  1. Waiting for the Night
  2. It Doesn't Matter Two
  3. In Your Room
  4. It's No Good
  5. Black Celebration
6. Sister of Night – Morceau bonus non présent dans le film
7. The Choosing – Never Let Me Down Again avec la possibilité de choisir trois angles différents de caméra

## Personnel
- Dave Gahan – chant
- Martin L. Gore – guitare, claviers, chant, chœurs
- Andy Fletcher – claviers, chœurs
- Christian Eigner – batterie, claviers
- Peter Gordeno – claviers, chœurs
- Jordan Bailey – chœurs
- Georgia Lewis – chœurs